# ベーラー

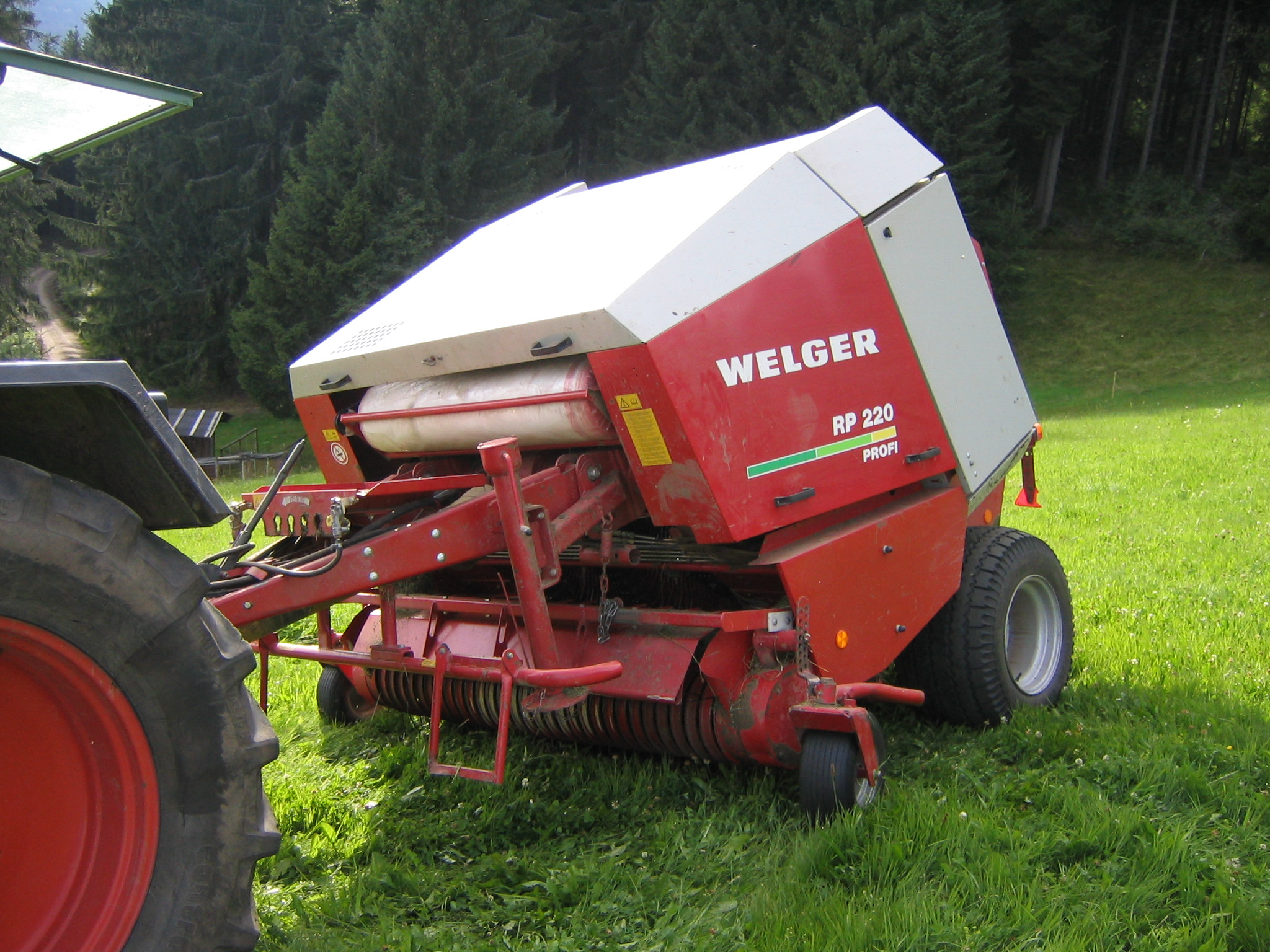
トラクタに牽引されるロールベーラー

ベーラー(Baler)は農業機械の一種で、刈取って寄せ集めた干し草や藁のような作物を圧縮して梱包し、トワイン(twine)で結束するために使う梱包機械である。
成型する梱包の形状と大きさによって、いくつかの異なったタイプのベーラーが使用される。一般的にベーラーはトラクターに牽引されてそのPTOの動力によって稼動するが、エンジンを搭載した自走ベーラーも存在する。
また、資源リサイクル施設等に設置された産業用梱包機もベーラーと呼ばれる。梱包機は主としてプラスチックや紙、ダンボールを圧縮梱包してリサイクル施設に輸送するために使う。

## ロールベーラー

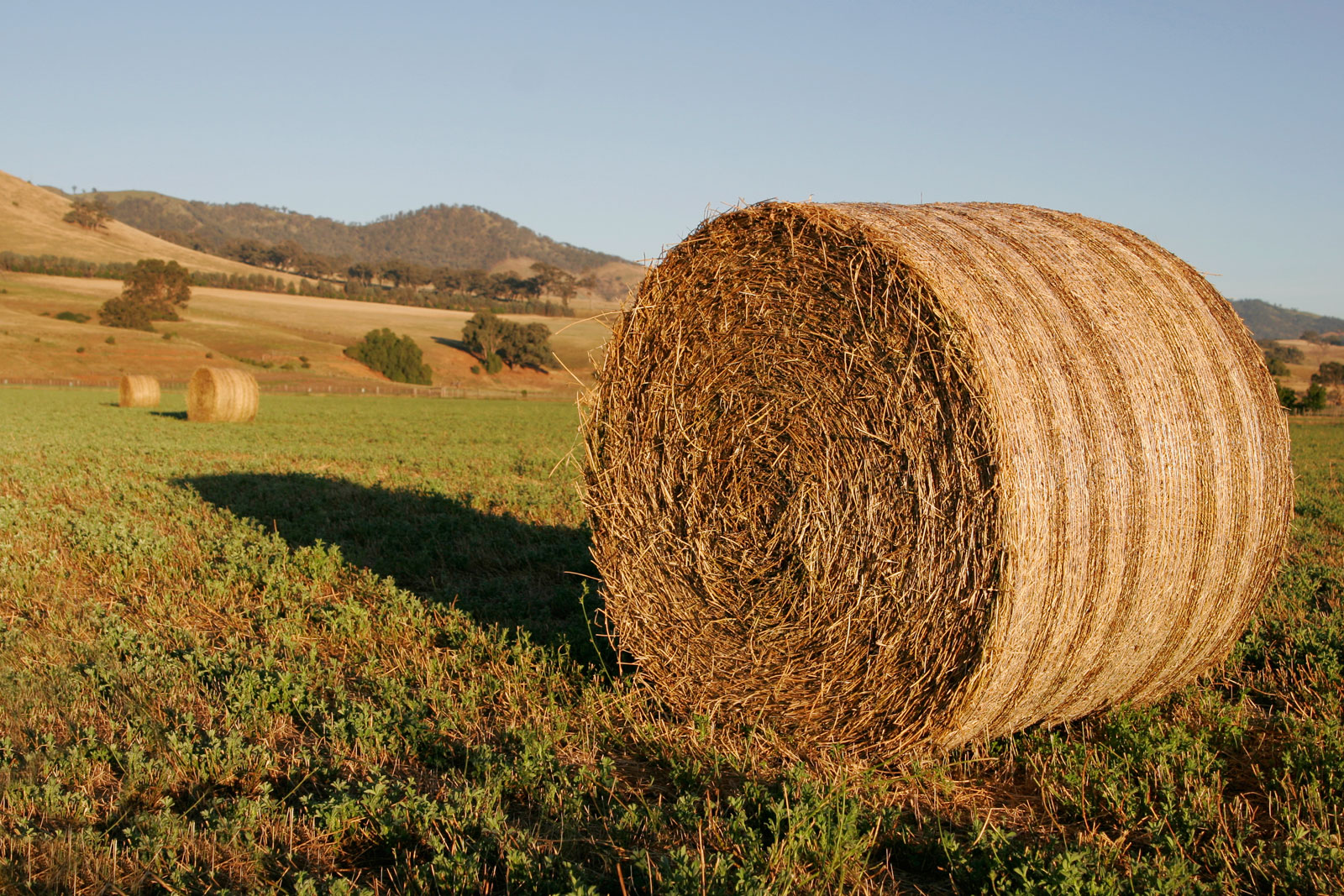
ロールベール

作動中のロールベーラー

最もよく使われるタイプのベーラーは、円柱状に成型された梱包を作るロールベーラーである。干し草はベーラーの内部で、ゴムベルトかローラー、またはそれらを組み合せた機構によって単純に巻き上げられる。
ロールベーラーを牽引するトラクタはレーキによって集草されたウインドロー(集草列)をまたぐように走行し、中央部だけ密度が高い樽型のベールが出来るのを防ぐためにトラクタのトレッドの範囲内でウインドローの上を蛇行するように走行する。
多数のタインが取りつけられたピックアップがウインドローを拾い上げて、干し草の圧縮・成型を行うチャンバーへと送りこむ。機種によってはピックアップの後方に並べられたカッティングナイフで切断されてからチャンバーへと干し草を送りこむ。
ベールが決められた大きさになったとき、自動又は手動操作でベールを縛るようにトワインかネットが外周に巻きつけられるが、結束はされない。そしてベーラーの後部が上に開き、ベールが放出される。トワインやネットを繰り出す際には、トラクタを完全に停車させ、ピックアップからの干し草の供給を中断する必要がある。藁や完全に乾燥した干し草のベールはこれで完成であるが、もしベールをサイレージにするなら、別の機械で気密性のあるラップフィルムを巻きつけてラッピングする。
可変径タイプのベーラーは外径が48から72インチ(約120から180cm)かそれ以上、幅60インチ(150cm)のベールを成型する。ベールは大きさ、干し草の種類、および乾燥度合によって、1100ポンド(500kg)から2200ポンド(1000kg)の重量がある。
初期のロールベーラーはロトベーラーとしてエリスシャルマース(en:Allis_Chalmers)によって販売された。ベールのサイズは直径およそ16インチ(41cm)で幅は48インチ(120cm)だった。最初のロールベーラーの概念はUmmo Luebbensによって1910年代初期にすでに考案されていた。エリスシャルマースの円柱状にベールを梱包する機械は、1947年に発表され、1960年に販売中止されるまでの間、当時長方形のベールが最も一般的であったところにロールベーラを販売することにおいて先駆者だった。
近代的なロールベーラーは1972年にバーミヤー社によって設計された。(バーミヤー社は、2007年現在、ロールベーラを生産し続けている。)
日本のメーカーは、農家の規模に合せて、ロールの外径が120cm以上の大型タイプ、100cm前後の中型タイプ、そして外径50cmのミニ・タイプの三つのクラスのロールベーラーを販売している。また、水田での稲ワラ収集を可能にするため、クローラを備えた自走式のロールベーラーも生産している。最近では、細断されたデントコーンをホッパで直接受け、そのままロールに成型する専用のロールベーラーも登場した。

### ロールベールの取扱いと運搬
酪農等の200頭以上の牛を飼う現代の大規模農業において、1トンかそれ以上のロールベールは検討に値する。しかしながら、ロールベールは斜面を転がったりするため、特別な運搬方法や荷役機械を必要とする。
日本において一般的なロールの取扱い方法はフロントローダーの先端に取り付けるベールグラブやベールハンドラであるが、
海外でロールの取り扱いに最も重要なツールとされるものは、ベール用のスピアーかスパイクで、トラクタの3点リンクかスキッドステアローダの前部、小型トラックの荷台後部等にも取りつけられ、4輪バギーで牽引するスピアーも存在する。それらは、ロールベールのだいたい中央に突き刺し、持ち上げて別の場所に運搬する。目的地に着いたら、ロールは地面に置かれ、スピアーは引き抜かれる。スピアーを慎重に中央に突刺すことは、ロールが運搬中にくるりと回って地面に接触し、不意の事故が発生するのを防止するために重要である。
また、ロールを持ち上げて運搬するのに、グラップルフォークが使われることもある。グラップルフォークは、トラクタのフロントローダーに取り付ける油圧作業機である。油圧シリンダが伸びると手を閉じるようにフォークが下向きにつかむ。ロールベールを移動するために、トラクタは横からベールに接近してベールの下にバケットを置く。フォークはベールの上から挟み込むようにベールをつかみ、バケットを持ち上げて運搬する。
ブログの記事「Hay Delivery」の中では、大小のロールベールを簡単に移動する方法を見ることが出来る。
これは簡単な日曜大工で出来る、ローダーのバケットの改造法である。2個のフックをフロントローダーのバケット上面の両サイドに溶接し、チェーンを取り付ける。そして、オペレータがトラクタに乗ったままチェーンをベールの向こう側に回してバケットをすくい上げると、ベールを掴むことができ、それを運搬して積み重ねたり、家畜の餌場に置いたり出来る。この簡単なシステムの利点は、トラクタのフロントやリアに装着する高価な作業機を使用しないということである。これで小さな農家は、余分な作業機の経費を負担する事を回避でき、1つの機能のために別のトラクタを用意する必要が無い。少々練習することで、専用の油圧ベールグラブと同じ位素早く使うことが出来る。
シュガー・マウンテン・ファームのウォルター・ジェフリーズ(Walter Jeffries)によって開発されたこの方法は、複雑なメンテナンスもなく、ベールスピアーやベールグラブよりも安全である。
ロールの平らな面を地面に置くと後でそれを(スピアーで)倒すのは難しいので、沢山のロールを長い距離運搬するのには大変である。(アオリの無い)平らな荷台のトラックでロールを運ぶのは、上り坂でロールが転がり落ちるかもしれないので難しい。これを防ぐために、平らな荷台のトレーラはロールが前や後ろに転がるのを防ぐため、両端に丸いガード・レールを備えている。この他の解決法はサドルワゴンで、ロールが落ちつくようロールの形に合せた台座を備えたり、ロールを支える支柱で荷台を区切ったものである。それぞれの台座(saddle)の高い側の面、または支柱の間にベールが収まることによって、積荷のベールが転がり落ちることを防ぐ。
ロールベールは給飼する場所に置くことによって、直接給飼することが出来る。ベールのラップを剥ぎ取り、周囲から保護されたリングの中に置くと、ペールの外周からほぐれた干し草を家畜に踏みつけられる事が無い。
ロールベーラーの成型と圧縮の過程は、ベールを逆に転がしてほぐすのを助けてくれる。トワインやネットを切断した上でロールを逆に転がしただけで、連続した平らな細長い列になるからだ。

### ロールベールサイレージ

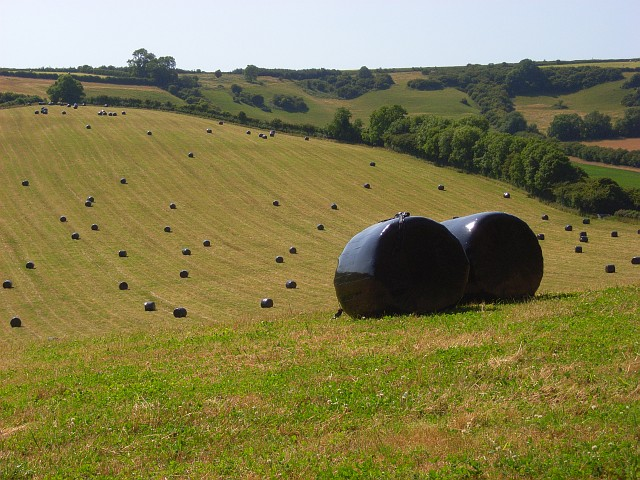
ラッピングされたロールベール

最近採り入れられた牧草の格納方法は、高水分のままラッピングしたロールベールサイレージ(またはヘイレージ)である。これは普通のロールよりも、はるかに水分が高い状態で梱包されており、高い含水量の為に通常のロールよりも重量が重いため、乾草のロールよりも小さい径で梱包される場合がある。ロールベールサイレージはすぐに発酵し始め、このベールの中央に突刺した金属製のベールスピアーに触ると、発酵の熱によりとても熱くなっている。
専用のラップマシンを使用する場合は、半乾燥状態の干し草のベールを、トラクタの3点リンクに装着された、上部に一対のローラーが付いているターンテーブルの上に乗せ、ベールを転がすと同時に水平に回転させながら、僅かに粘着性のあるラップフィルムを何層かに渡って巻きつける。(外部リンクのYouTube動画参照)　これによって、円柱状のベールの端面と側面が同時に密封される。一本のラップフィルムを巻きつける方式をシングルストレッチ、二本同時に巻き付ける方式をダブルストレッチと呼ぶ。近年ではベーラーとラップマシンが一体化してウインドローを拾い上げて梱包作業をしながら、同時進行で前の工程で完成している梱包のラッピング作業が出来るベーラ・ラッパが使われ始めた。
ロールベールサイレージは、トラクタのフロントローダーに取りつけられた油圧式のベールグラブ(bale glab)で移動したり、積み重ねられる。普通のベールスパイクで移動することも出来るが、密封されたラップに穴をあけてしまうので、その都度空気が浸入しないようテープで補修するか、すぐ給飼しなければならない。ロールベールサイレージは、通常リングフィーダー(ring feeder)等で家畜に給飼する度にひとつずつ開封される。
各ベールの高い気密性は、まるでそれがバッグサイロ(silo bag)の中にあるかのように梱包された飼料が発酵することを可能にする。しかもバッグサイロよりも取り扱いが簡単で、密封した梱包を個別に運搬することが出来る。対照的に、大きなバッグサイロは破れやすく、ローダー等の機械で簡単に損傷するバッグの中から、ばらのサイレージをすくい出さなければならない。
しかしながら、ラップフィルムを多量に使い、サイレージで汚れたラップフィルムは、燃料として焼却する以外には再利用したり再生する方法が全く無い。ベール1つ当りのラッピング費用はおよそ5ドルである。

#### 簡易的なラップ方法
この記事の英語版では、ロールにラップを巻きつける簡単な方法が紹介されている。
その作業方法はまず、トラクタに取り付けられた、特殊な回転するベールスピアーで突き刺す。ベールは回転させられ、ラップフィルムはベールの外側にぴったりと巻き付けられる。このラップするフィルムのロールは、オペレータが重いラップフィルムを持ち上げなくても良いように、ベールの軸に対し平行に移動するアームに取りつけられる。このようなラップの巻き方だとラップの層はロールベールの平らな面の真中に12インチ程(約30cm)のラップされずに開放された部分が残るので、後でそこをラップで覆って密封する。
これらのベールは、それぞれのラップされたベールを、既に地面に並べられているベールに対してしっかりと押しつけながら地面に置く。そうすると、互いのベールの端のラップが、空気と湿気を遮断し風雨から干し草を保護する為、開いている両端をラップで覆う手間を省くことが出来る。列の最後のベールは干し草を開梱するまで手作業でぴったりと密閉される。

## ビッグベーラー

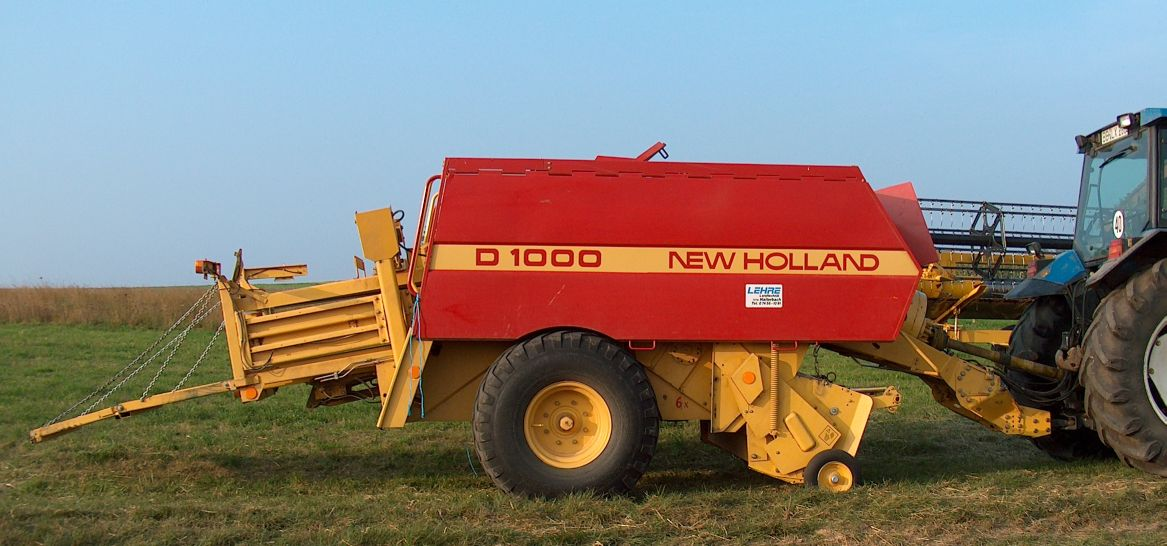
ビッグベーラー

別のタイプのこのベーラーは、共同草地(commons)等で利用される大きな長方形のベールを成型し、それぞれのベールは6本程のトワインの紐で結束される。結束する際にロールベーラーと違って停車する必要がないため連続作業が可能であり、ロールベーラーよりも能率に優れる。
このようなベールは非常に高密度に圧縮され、一般にロールベールよりも重量がある。

### 角型ベールの取扱いと運搬
角型のベールは平ボディのトレーラから転がり落るというリスクがほとんど無いのでロールベールより輸送しやすい。
長方形の形は、保管場所を節約し、干し草で出来た硬いブロックは輸送や保管の為に何段も積み重ねることを可能にする。
それらは何トンもの飼料が毎時間給飼されるフィードロット(feedlot)と呼ばれる大規模な家畜飼育場に最適である。
巨大な長方形の形のため、これらの角型ベールを持ち上げるためには、大型のスピアーフォークかスクイーズグリップ(squeeze grips)を装備した重機、たとえば大型フォークリフト、トラクタのフロントローダー、テレハンドラー、ヘイスクイーズ(hay squeezes)またはホイールローダが使われる。

## 小型スクエアベーラー

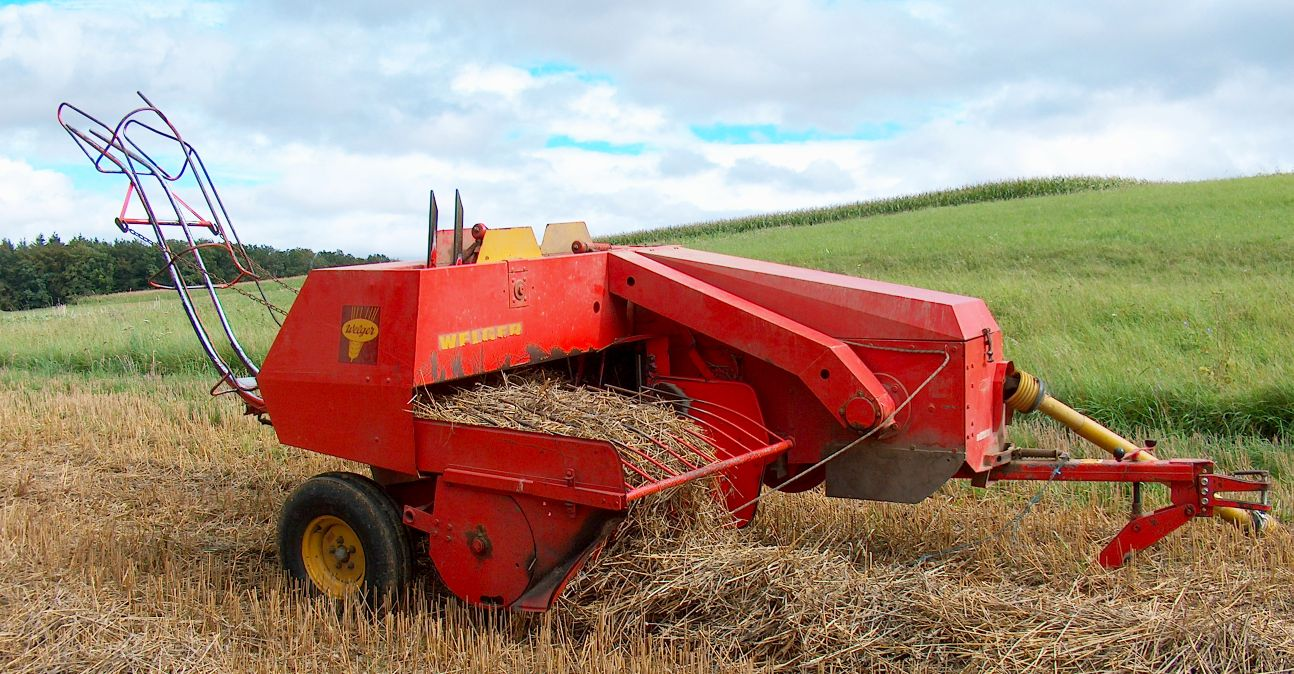
小型スクエアベーラー

日本でヘイベーラーやタイトベーラー、あるいは単にコンパクトと呼ばれる梱包機は普通、このタイプの事を指す。
ロールベーラー等におされて今では一般的でなくなったタイプのベーラーではあるが、いまでもニュージーランドやオーストラリアのような多くの国々で大型のベーラーを押しのけて小さい角型のベールを梱包していて、たいていはスクエアベーラー(square baler)と呼ばれる。ベールのサイズは15インチ×18インチ×38インチは(縦38x横46x長さ96cm)である。 ベールは、2本か3本、まれに4本のトワインで結束される。ベールは、1人で取り扱うのには充分軽く、およそ45ポンド(20kg)から60ポンド(25kg)である。
ベールを成形するために、干し草のウインドローはベーラーのピックアップに付いているタインによって拾い上げられる。
干し草は次に、フォークに引きずられたりラセンを使ってベーラーの片側にあるチャンバーに送りこまれる。
ナイフが付いたプランジャーは、このチャンバーの内部で前後に往復運動する。プランジャーのピックアップ側の面に取りつけられたナイフは干し草をチャンバーに入る入口で切断し、プランジャーは干し草を圧縮しながら梱包に詰め込む。測定装置は圧縮されている干し草の量を測定しており、梱包が適切な長さになった時、梱包にトワインを巻きつけてそのトワインの端を結ぶ結束機(knotter)を作動させるトリガーとなる。そして結束された梱包は、次に成形されている梱包に押しだされる形で地面へ落されるか、ベーラーの後部に牽引された専用のトレーラへと押しだされる。梱包される材料が続く限り、この過程はトラクタを停車することなく連続して行われる。
多数の小さいベールを取り扱うのにかかる手間のために、このタイプのベーラーは商業的で大規模な農業にはもうあまり使用されない。しかしながら、小規模、或は機械化の進んでいない農家、そしてホースキーピング(horse-keeping)等の用途に人気がある。
これらの農家が便利だと考えて使いつづける主な理由は、スクエアベールは牛舎や納屋等の狭い場所で飼料を作るのが容易な為である。干し草がプランジャーのナイフで切断されている上に、ロールベールの様に梱包が巻かれていない事から、トワインを外すだけで簡単にほぐれて給飼がしやすい事がその理由としてあげられる。
他にも、シンプルな機械が使用できて、その取り扱いが簡単であることから、これらの小さな梱包は断熱性を持った建材として、ストローベール建築にも使用される。一般に、スクエアベールは高い密度で隙間無く積み上げることが出来るから、ロールベールよりも風化に強い。
これらの、古い型のベーラーの多くは、特に長い期間、ベールを外に置いておける乾燥地帯では、今日でもまだ農場で見られる。
小型の角型ベールの為の自動梱包機は、1940年代にほぼ現在の形になった。それはニューホランドAgによって最初に製造され、小型のガソリンエンジンを動力源として使用していた。それは、1937年に発明されオートピックアップを備えたトワイン結束ベーラーを元にしている。

### ワイヤベーラー
1937年以前のベールは、2本の梱包用ワイヤで手作業で結ばれていた。さらに早く、ベーラーは定置式の作業機で、トラクタのPTOからのベルトによって駆動していて、干し草は手作業で運んできて投入していた。1940年以来、このタイプのベーラーの最も大きい変化は、内蔵されたエンジンのかわりに、トラクタのPTOによって動かされるようになったことである。
現在でも小型スクエアベーラーはトワイン結束機かワイヤ結束機を注文することができる。

## スクエア/ワイヤベーラーの歴史

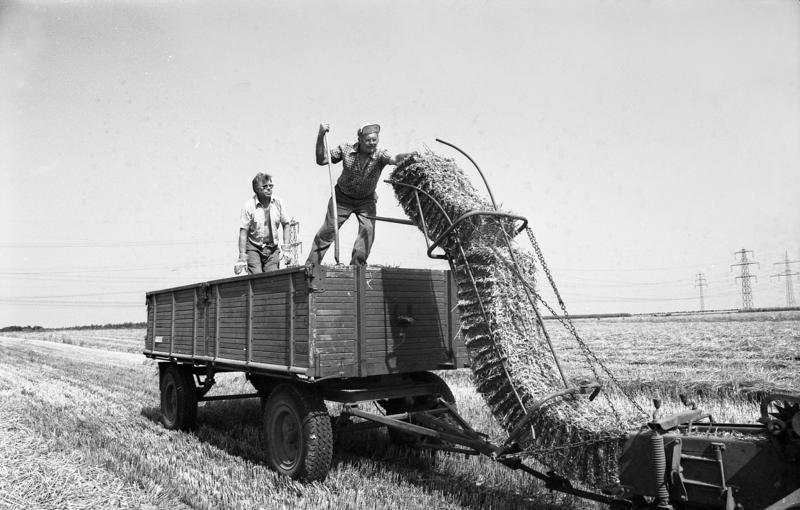
ベーラーから梱包を受け取る作業者

### 梱包の収集と運搬

#### スロワー・ベーラー
1940年代には、ほとんどの農家が20馬力以下の小型トラクタを使って牧草地で干し草を梱包し、ベーラーが通った草地には結束された梱包が落された。別な作業者のチームが荷台の平らな馬車に乗り、鋭い金属製のフックでベールを引っかけて馬車へと投げ上げられた後、補助員がそのベールを積み重ねて納屋へと運搬された。
その後の能率を上げる為の進歩はベーラーの後に直接トレーラーを牽引するようになった事である。梱包はレールを押し上げられて、トレーラーで待っている係員へと送られ、次のペールが梱包されて送り出されて来る間に、係員はトレーラーの上でそれを積み重ねた。
トラクタの馬力が年々大きくなるにつれ、遂には梱包をトレーラーへと自動で投げ飛ばすベーラーが可能になりスロワーベーラー(thrower-baler)と呼ばれた。これにより、誰かがトレーラーの上に立って完成した梱包を受け取る必要が無くなった。最初の梱包を投げ飛ばす機構は、完成した梱包をつかむのに高速で回転する向きあった摩擦ベルトを使用し、トレーラーめがけて角度を付けて梱包を投げ飛ばした。トレーラーは投げられた梱包を受け止めるネットとして機能するように、単なる平らな荷台から後方と両側面の3方を囲った骨組状の枠に変更された。
トラクタの大型化が進んだことによるスロワーベーラーの次の進歩は、油圧で梱包を投げ上げる機構のベーラーだった。これは結束機の後ろで平な皿(pan)を使い、梱包がベーラーの後部から押しだされるに従って一度に一つずつ、皿の上に押し出される。梱包が移動して完全に皿に乗ったとき、大きな油圧シリンダに突然押されて梱包が跳ね飛び、カタパルト(投石器)の様にトレーラーへと投げ飛ばした。(→外部リンクのYouTube動画参照)
パンスロワー(pan-thrower)方式はベルトスロワー(belt-thrower)方式よりベールに与えるストレスが極めて少ない。
ベルトスロワーの摩擦ベルトが梱包をつかむ時にトワインや結び目にストレスがかかり、スロワーの中を通る時やワゴンに着地した時に、まれに梱包が壊れてしまうことがある。

#### スタッカ
ニューホランドは「スタッククルーザー(Stackcruiser)」、または「スタッカ(stacker)」という機械を発明した。
これは、梱包を連続して自動的に地面から拾い上げて保管場所まで運搬する、特殊な自動車である。その動作は、
スタッカを梱包のある場所まで運転して行って梱包を拾い、1番目のテーブルの上に一列に並べられる。一番目のテーブルに所定の数が並んだら、1番目のテーブルが後方に向って垂直に跳ね上がり、梱包を2番目のテーブルに押しだす。この工程はあと4回程繰り返される。2番目のテーブルに梱包が全て並んだら、1番目のテーブルと同じように垂直に跳ね上がり、梱包の壁を一気に荷台に立てながら、既に立っている梱包の山を後ろへと押しやる。これらの動作を自動的に繰返してスタッカは梱包を荷台に整然と積み重ねる。積み重ねられた梱包の壁が揺れたり崩れたりするのを防ぐために、梱包の山の上部と両サイドを押える構造になっている。荷台が満杯になると納屋に運搬され、スタッカの後部が垂直になるまで荷台をダンプさせ、機械から飛びだした二つの押え板が梱包の山の下部を押し出しながら、スタッカを納屋から前進させる。(→外部リンクのYouTube動画参照)

#### ベール・バンデット
ベール・バンデット(Bale Band-It)と呼ばれるこの機械は、スクエアベーラーに牽引されて梱包をベーラーから自動的に受取り、機械の内部で梱包を自動的に積み重ねた上で大きな長方形の形状に結束して排出する。これはちょうどビッグベーラーが成型する梱包に形状が似ており、大型の荷役車両で一度に運搬出来る他、保管の上でもスペース効率に優れる。

#### ベール・スレッジ
イギリスで、もし未だにスクエアベーラーを使っているなら、通常ベーラーから排出された梱包はベーラーの後ろに牽引されたベール・スレッジ(bale sledge)で集められる。これは多数の鋼材、自動制御の配列装置、留め金やスプリングで構成され、ベールを並べ替えて横4個縦2個の8字型に整列させる。スレッジが一杯になった時、後部のドアが自動的に開き、梱包は8字型(田田の形)に整列したまま地面に降ろされる。(→外部リンクのYouTube動画参照)
これらは、個別に手で拾われて積み込まれることもあるが、トラクタのフロントローダに装着された専用のベールグラブで、スレッジが地面に置いた8個の梱包をそのまま掴むことが出来る。そして、掴んだ8個の梱包は運搬するためにトレーラーに載せられるか、ベール置場で8段か10段の、おおむね立方体になるようにな高さに積み重ねられる。そして、トラクタの3点リンクに装着する大きなアタッチメントで積み上げられた立方体の側面をはさみ、この梱包の山を丸ごと持上げて移動することも可能である。

### 保管方法
1940年代にアメリカの田舎に電気が引かれる前、いくつかの小さい農場はトラクタを持っていても電気は来ていなかった。
トラクタを所有することが出来た一握りの農家は、しばしば周囲のまだ馬を使っている農家の梱包作業を全て引きうけていた。
梱包を納屋のロフト(loft,屋根裏)に上げるために納屋の屋根には滑車が取りつけられていた。この滑車は屋根の端から数フィート張り出しており、その下には大きな扉が設けられていた。滑車の下部には、フックが付いており、梱包を引っかける爪が付いていた。
梱包を集めてきたトレーラーを納屋の脇に停めて、トレーラーまで下ろされたフックを梱包の一つに引っかける。
滑車のロープを手で引いて梱包が扉の中央に来るまで空高く持上げてからロフトの中へと引きこんでフックを外した後、手作業でロフトの床に横一列に隙間なく並べ、梱包がロフトの屋根に届いて満杯になるまで、上へ上へと積み重ねられた。
そして農場に電気が引かれたとき、滑車で梱包を送る作業方法はヘイエレベーター(hay elevators)として知られるモーターで動く長いコンベアに置き換えられて姿を消した。典型的なエレベーターは剥き出しの骨格のフレームで、数フィート間隔で3インチ(76mm)の爪が付いたチェーンで引きずりながら梱包を搬送する。
1番目のエレベーターは、梱包をピークエレベーター(peak elevator)まで持ち上げるために納屋の妻面におよそ30度の傾斜角度を付けて設置された。棟木の下に沿うように設置されたピークエレベーターは、ロフトの入口からその奥へと梱包を水平に搬送する。また、デュアルフロントバックチェン(dual front-back chains)を使うと梱包は傾斜エレベーターからピークエレベーターへと直接搬送される。
梱包を運んで来たトレーラーを傾斜エレベーターの横に停止させ、農夫は一度に一つずつ、傾斜エレベーターに梱包を置く。梱包がピークエレベーターに届くと、ピークエレベーターの全長に渡って調整可能な、梱包をエレベーターから落すゲートがある。ロフトの床からロープを引くことによって、梱包を落すゲートを開閉することができ、そしてベールはエレベーターからロフトの任意の場所の床に落された。これにより一本のピークエレベーターで、梱包をロフトの任意の区画に送ることが出来た。
この完全なヘイエレベーターの、梱包を持上げ・送り・そして保管場所に落すシステムは一人で取り扱うことができ、単にトレーラーから梱包を拾い、エレベーターのスイッチを入れ、そこに梱包を乗せるだけで良い。念のため、ときどき梱包がロフトの正しい位置で落ちているかをチェックする。
ロフトで梱包を几帳面に積み上げていると、時としてスピードに負けてコンベアから転がり落ちてくる梱包が山のように積み上がることが有るが、エレベーターのゲートを切替えて代りに空いている場所にとりあえずそのまま落して山にしておく。そうすると、エレベーターによって落とされたままの梱包の山は、トレーラーが再び梱包を積みこみに行っている間に規則的な列に積み直す事が出来た。

### 納屋での使い方
梱包を保管しているロフトからそれを運び出す作業は、干し草を機械で梱包するようになってからあまり変化が無かった。まず、作業者はロフトの梱包の山によじ登って梱包を引き出し、ロフトの床へと投げ落とすか転がして落した。梱包をロフトの床に落したら作業者は山から下りてきてロフトの床にあるベールシュート(bale chute)の蓋を開き、そこから家畜が居る区画へと通じるシュートに梱包を落した。
たいていの納屋はロフトの床の中央と端にいくつかのシュートを備えていた。これは、梱包をそれぞれ使用する区画に直接落すことが出来た。干し草の梱包は、ほどけてそのまま牛に給飼出来るように、端のシュートから落した。麦わらの梱包は、家畜の敷料として使うために中央のシュートから落された。敷料として使う梱包からは手でトワインを取りはずし、家畜のいる床へと落された。
乾燥が進んだり、梱包の山の下で何トンもの圧力によってしっかりと固まった殆どの梱包を使用するためには、ばらばらにしてから叩いて膨らませる必要があった。
このすべて手作業で行う梱包の取り扱いを迅速化する最近の方法のひとつは、ベール・シュレッダー(bale shredder)である。これは大きな垂直に回転するドラムに切断したり引裂いたりする歯が付いている。シュレッダーはシュートの下に置かれ、そこから機械に収まる程度に何個か梱包を投入する。作業者は次に、納屋の通路にそってシュレッダを押しながら、細断してふわふわになった敷料を連続して機械から吹き出させる。

## 産業用梱包機
産業用梱包機は、リサイクルできる廃棄物（事務用紙や段ボール、プラスチック・アルミホイル・缶等）や食品工場から出た残さ（大豆カスやジュースの搾りカス等）を家畜の飼料用に圧縮・梱包するために利用する。
これらの梱包機は、鋼鉄で出来ていて、積み込まれた材料を圧縮する油圧シリンダを備えている。シンプルな梱包機は、処理量が少ない労働集約的な用途に適している。その他の梱包機は非常に複雑な構造で自動化されており、大量の廃棄物が扱われるところで使用される。

## メーカー
日本
- IHIアグリテック
- タカキタ

日本以外
- CLAAS
- Krone（クローネ）
- McHale
- ニューホランドAg
- Orkel
- Vermeer
- Welger